# Matias Patrício de Macêdo
Matias Patrício de Macêdo (ur. 14 kwietnia 1936 w Santana do Matos) – brazylijski duchowny katolicki, arcybiskup metropolita Natal w latach 2004–2011.

## Życiorys
święcenia kapłańskie przyjął 14 lipca 1963 i został inkardynowany do archidiecezji Natal. Po kilkuletniej posłudze w różnych miastach archidiecezji został w 1968 proboszczem parafii w Nova Cruz, gdzie pracował przez 22 lata.

### Episkopat
12 lipca 1990 został mianowany przez papieża Jana Pawła II biskupem diecezji Cajazeiras. Sakry biskupiej udzielił 21 października tegoż roku abp Alair Vilar Fernandes de Melo.
12 lipca 2000 został prekonizowany biskupem koadiutorem Campina Grande. Rządy w diecezji objął 29 sierpnia 2001.
26 listopada 2003 papież mianował go arcybiskupem metropolitą Natal. Kanoniczne objęcie diecezji miało miejsce 25 stycznia 2004.
21 grudnia 2011 przeszedł na emeryturę.